# Élections cantonales de 1895 dans le Finistère
Les élections cantonales françaises de 1895 ont eu lieu les 28 juillet 1895 et 4 août 1895.

## Assemblée départementale sortante
| Parti                                  | Sigle   | Élus |
| -------------------------------------- | ------- | ---- |
| Majorité (28 sièges)                   |         |      |
| Républicains modérés                   | Rép mod | 28   |
| Radicaux                               | Rad     | 0    |
| Rallié                                 | Rallié  | 0    |
| Opposition (15 sièges)                 |         |      |
| Royalistes                             | Réact   | 15   |
| Président du conseil général           |         |      |
| Armand Rousseau (Républicains modérés) |         |      |

## Assemblée départementale élue
| Parti                                   | Sigle  | Élus |
| --------------------------------------- | ------ | ---- |
| Majorité (25 sièges)                    |        |      |
| Républicains modérés                    | Prog.  | 25   |
| Radicaux                                | Rad    | 0    |
| Rallié                                  | Rallié | 0    |
| Opposition (18 sièges)                  |        |      |
| Royalistes                              | Réact  | 18   |
| Président du conseil général            |        |      |
| James de Kerjégu (Républicains modérés) |        |      |

## Résultats par canton

### Canton de Brest-1
|          | Louis Delobeau * | Prog.    | 1 709 | 85.03 |  |  |
|          |                  |          |       |       |  |  |
| Inscrits | Inscrits         | Inscrits | 6 302 |       |  |  |
| Votants  | Votants          | Votants  | 2 010 | 31.90 |  |  |
| Exprimés |                  |          |       |       |  |  |

*sortant

### Canton de Brest-2
Armand Rousseau (Prog.), président du Conseil Général, ne se représente pas.
| Candidats | Candidats      | Étiquette | Premier tour | Premier tour | Second tour | Second tour |
| Candidats | Candidats      | Étiquette | Voix         | %            | Voix        | %           |
| --------- | -------------- | --------- | ------------ | ------------ | ----------- | ----------- |
|           | Mr de Coatpont | Réact     | 2 629        | 51.34        | 2 739       | 48.33       |
|           | Mr Le Jeune    | Prog. (*) | 2 492        | 48.66        | 2 928       | 51.66       |
|           |                |           |              |              |             |             |
| Inscrits  | Inscrits       | Inscrits  | 11 730       |              | 11 730      |             |
| Votants   | Votants        | Votants   | 5 719        | 48.76        | 5 867       | 50.02       |
| Exprimés  |                |           |              |              |             |             |

*sortant

### Canton d'Ouessant
|          | Charles Chevillotte * | Réact    | 263 | 83.23 |  |  |
|          |                       |          |     |       |  |  |
| Inscrits | Inscrits              | Inscrits | 575 |       |  |  |
| Votants  | Votants               | Votants  | 316 | 54.96 |  |  |
| Exprimés | Exprimés              | Exprimés | 296 | 93.67 |  |  |

*sortant

### Canton de Lesneven
|          | Alfred Lunven * | Réact    | 2 397 | 87.39 |  |  |
|          |                 |          |       |       |  |  |
| Inscrits | Inscrits        | Inscrits | 4 971 |       |  |  |
| Votants  | Votants         | Votants  | 2 743 | 55.18 |  |  |
| Exprimés | Exprimés        | Exprimés | 2 520 | 91.87 |  |  |

*sortant

### Canton de Ploudiry
|          | Hilarion de l'Estang du Rusquec * | Réact    | 993   | 91.94 |  |  |
|          |                                   |          |       |       |  |  |
| Inscrits | Inscrits                          | Inscrits | 1 506 |       |  |  |
| Votants  | Votants                           | Votants  | 1 080 | 71.71 |  |  |
| Exprimés | Exprimés                          | Exprimés | 1 059 | 98.06 |  |  |

*sortant

### Canton de Saint-Renan
|          | Jean-François Lareur | Réact    | 1 849 | 56.95 |  |  |
|          | Léon Cheminant *     | Prog.    | 1 396 | 42.99 |  |  |
|          |                      |          |       |       |  |  |
| Inscrits | Inscrits             | Inscrits | 4 015 |       |  |  |
| Votants  | Votants              | Votants  | 3 253 | 81.02 |  |  |
| Exprimés | Exprimés             | Exprimés | 3 247 | 99.82 |  |  |

*sortant

### Canton de Landerneau
| Candidats | Candidats         | Étiquette | Premier tour | Premier tour | Second tour | Second tour |
| Candidats | Candidats         | Étiquette | Voix         | %            | Voix        | %           |
| --------- | ----------------- | --------- | ------------ | ------------ | ----------- | ----------- |
|           | Mr Villiers       | Réact     | 1 820        | 45.50        | 1 945       | 48.41       |
|           | Léopold Maissin * | Prog.     | 1 589        | 39.73        | 2 073       | 51.59       |
|           | Mr Jacq           | Prog.     | 398          | 9.95         |             |             |
|           |                   |           |              |              |             |             |
| Inscrits  | Inscrits          | Inscrits  | 5 703        |              | 5 703       |             |
| Votants   | Votants           | Votants   | 4 047        | 70.96        |             |             |
| Exprimés  | Exprimés          | Exprimés  | 4 000        |              |             |             |

*sortant

### Canton de Plogastel-Saint-Germain
|          | Georges Le Bail    | Prog.    | 2 052 | 52.62 |  |  |
|          | Gaston de St Luc * | Réact    | 1 761 | 45.15 |  |  |
|          |                    |          |       |       |  |  |
| Inscrits | Inscrits           | Inscrits | 4 483 |       |  |  |
| Votants  | Votants            | Votants  | 3 916 | 87.35 |  |  |
| Exprimés | Exprimés           | Exprimés | 3 900 | 99.59 |  |  |

*sortant

### Canton de Quimper
Joseph Astor (Prog.), ne se représente pas.
|          | Mr J. Soudry | Prog. (*) | 2 591 | 82.49 |  |  |
|          |              |           |       |       |  |  |
| Inscrits | Inscrits     | Inscrits  | 6 039 |       |  |  |
| Votants  | Votants      | Votants   | 3 141 | 52.01 |  |  |
| Exprimés | Exprimés     | Exprimés  | 3 044 | 96.91 |  |  |

*sortant

### Canton de Briec
Pierre-Paul de la Grandrière (Réact), ne se représente pas.
| Candidats | Candidats     | Étiquette | Premier tour | Premier tour | Second tour | Second tour |
| Candidats | Candidats     | Étiquette | Voix         | %            | Voix        | %           |
| --------- | ------------- | --------- | ------------ | ------------ | ----------- | ----------- |
|           | Jean Pennarun | Réact     | 694          | 49.57        | 737         | 51.65       |
|           | Mr Jaouen     | Prog.     | 613          | 43.79        | 690         | 48.35       |
|           |               |           |              |              |             |             |
| Inscrits  | Inscrits      | Inscrits  | 1 679        |              | 1 679       |             |
| Votants   | Votants       | Votants   | 1 409        | 83.92        |             |             |
| Exprimés  | Exprimés      | Exprimés  | 1 400        | 99.36        |             |             |

*sortant

### Canton de Scaër
|          | James de Kerjégu * | Prog.    | 1 540 | 98.03 |  |  |
|          |                    |          |       |       |  |  |
| Inscrits | Inscrits           | Inscrits | 2 427 |       |  |  |
| Votants  | Votants            | Votants  | 1 571 | 64.73 |  |  |
| Exprimés | Exprimés           | Exprimés | 1 540 | 98.03 |  |  |

*sortant

### Canton de Douarnenez
|          | Jean-Baptiste Le Batard * | Prog.    | 2 617 | 59.68 |  |  |
|          | Charles Chancerelle       | Réact    | 1 461 | 33.32 |  |  |
|          |                           |          |       |       |  |  |
| Inscrits | Inscrits                  | Inscrits | 6 718 |       |  |  |
| Votants  | Votants                   | Votants  | 4 484 | 66.75 |  |  |
| Exprimés | Exprimés                  | Exprimés | 4 385 | 97.79 |  |  |

*sortant

### Canton de Morlaix
Pierre-Frédéric Rouilly (Radical) élu en 1889 est mort en 1892. 
Mr Le Goff (Prog.) a été élu à la suite de la partielle mais meurt à son tour en 1895.
|          | Prosper Estrade | Prog.    | 1 827 | 45.26 | 2 201 | 86.93 |
|          | Mr Cloarec      | Prog.    | 1 470 | 36.41 |       |       |
|          | Mr Puyo         | Réact    | 614   | 15.21 |       |       |
|          |                 |          |       |       |       |       |
| Inscrits | Inscrits        | Inscrits | 5 880 |       | 5 880 |       |
| Votants  | Votants         | Votants  | 4 054 | 68.95 | 2 532 | 43.06 |
| Exprimés | Exprimés        | Exprimés | 4 037 | 99.58 |       |       |

*sortant

### Canton de Sizun
Jean-Pierre Le Bras (Prog.) ne se représente pas. 
|          | Louis Riou | Réact    | 997   | 52.81 |  |  |
|          | Mr Daniel  | Prog.    | 890   | 47.14 |  |  |
|          |            |          |       |       |  |  |
| Inscrits | Inscrits   | Inscrits | 2 446 |       |  |  |
| Votants  | Votants    | Votants  | 1 904 | 77.84 |  |  |
| Exprimés | Exprimés   | Exprimés | 1 888 | 99.16 |  |  |

*sortant

### Canton de Taulé
|          | Baron Ferdinand Cazin d'Honincthun * | Réact    | 1 443 | 88.96 |  |  |
|          |                                      |          |       |       |  |  |
| Inscrits | Inscrits                             | Inscrits | 2 732 |       |  |  |
| Votants  | Votants                              | Votants  | 1 622 | 59.37 |  |  |
| Exprimés | Exprimés                             | Exprimés | 1 617 | 99.69 |  |  |

*sortant

### Canton de Plouigneau
|          | Gaston Le Rouge de Guerdavid | Réact    | 1 805 | 61.58 |  |  |
|          | Armand Jaouen *              | Prog.    | 1 069 | 36.47 |  |  |
|          |                              |          |       |       |  |  |
| Inscrits | Inscrits                     | Inscrits | 3 704 |       |  |  |
| Votants  | Votants                      | Votants  | 2 966 | 80.08 |  |  |
| Exprimés | Exprimés                     | Exprimés | 2 931 | 98.82 |  |  |

*sortant

### Canton de Châteaulin
|          | Corentin Halléguen * | Prog.    | 2 584 | 94.34 |  |  |
|          |                      |          |       |       |  |  |
| Inscrits | Inscrits             | Inscrits | 5 092 |       |  |  |
| Votants  | Votants              | Votants  | 2 739 | 53.79 |  |  |
| Exprimés | Exprimés             | Exprimés | 2 669 | 97.44 |  |  |

*sortant

### Canton de Châteauneuf-du-Faou
M. Guéguen est mort en 1891, Louis Dubuisson (Prog.) lui succède lors de la partielle. 
|          | Louis Dubuisson * | Prog.    | 3 148 | 96.39 |  |  |
|          |                   |          |       |       |  |  |
| Inscrits | Inscrits          | Inscrits | 5 002 |       |  |  |
| Votants  | Votants           | Votants  | 3 266 | 65.29 |  |  |
| Exprimés | Exprimés          | Exprimés | 3 253 | 99.60 |  |  |

*sortant

### Canton d'Huelgoat
|          | Joseph Féjean   | Prog.    | 1 583 | 58.37 |  |  |
|          | Émile Gourvil * | Prog.    | 1 128 | 41.59 |  |  |
|          |                 |          |       |       |  |  |
| Inscrits | Inscrits        | Inscrits | 3 527 |       |  |  |
| Votants  | Votants         | Votants  | 2 797 | 79.30 |  |  |
| Exprimés | Exprimés        | Exprimés | 2 712 | 96.96 |  |  |

*sortant

### Canton du Faou
Auguste Bourhis (Prog.), est mort en 1890. 
Hippolyte Caurant (Prog.) est élu lors de la partielle.
|          | Hippolyte Caurant * | Rép.mod  | 1 124 | 94.45 |  |  |
|          |                     |          |       |       |  |  |
| Inscrits | Inscrits            | Inscrits | 1 942 |       |  |  |
| Votants  | Votants             | Votants  | 1 190 | 61.28 |  |  |
| Exprimés | Exprimés            | Exprimés | 1 173 | 98.57 |  |  |

*sortant

### Canton de Quimperlé
|          | Sosthène David * | Prog.    | 1 523 | 79.32 |  |  |
|          |                  |          |       |       |  |  |
| Inscrits | Inscrits         | Inscrits | 3 536 |       |  |  |
| Votants  | Votants          | Votants  | 1 920 | 54.30 |  |  |
| Exprimés | Exprimés         | Exprimés | 1 732 | 90.21 |  |  |

*sortant

### Canton de Landivisiau
|          | François Soubigou * | Réact    | 2 387 | 95.48 |  |  |
|          |                     |          |       |       |  |  |
| Inscrits | Inscrits            | Inscrits | 3 794 |       |  |  |
| Votants  | Votants             | Votants  | 2 500 | 65.89 |  |  |
| Exprimés | Exprimés            | Exprimés | 2 456 | 98.24 |  |  |

*sortant

### Canton de Pont-Aven
|          | Anatole de Brémond d'Ars * | Réact    | 2 529 | 96.27 |  |  |
|          |                            |          |       |       |  |  |
| Inscrits | Inscrits                   | Inscrits | 4 024 |       |  |  |
| Votants  | Votants                    | Votants  | 2 627 | 65.28 |  |  |
| Exprimés | Exprimés                   | Exprimés | 2 592 | 98.67 |  |  |

*sortant